# Postschiff

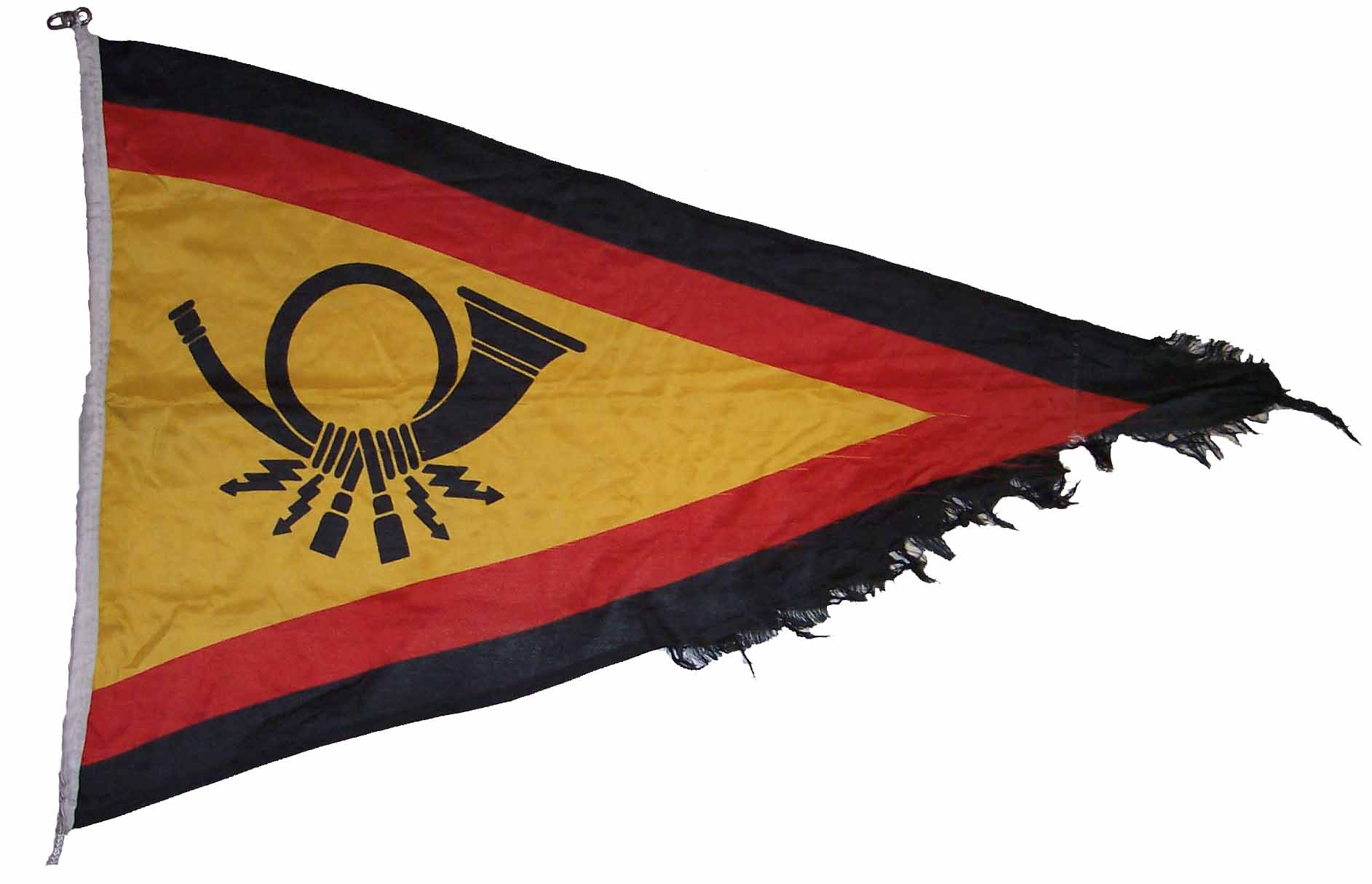
Postsignalflagge der Deutschen Bundespost

Norwegische Postflagge

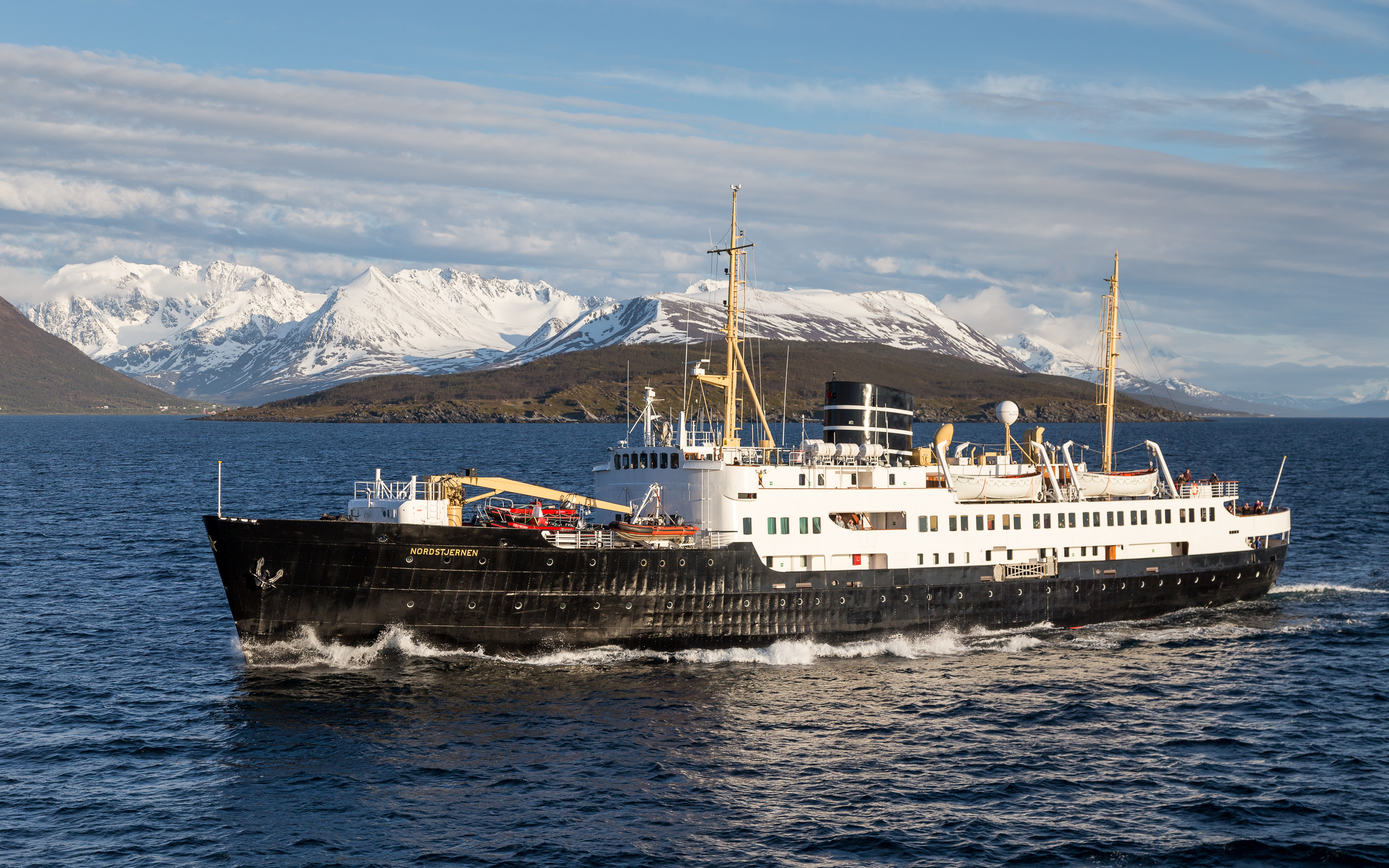
Die Nordstjernen, ein ehemaliges Postschiff der Hurtigruten

Ein Postschiff ist ein Schiff, das Inseln oder überseeische Gebiete mit Post und oft auch mit Dingen des täglichen Bedarfs wie beispielsweise Lebensmitteln versorgt und meist auch Passagiere befördert.
Auf der Fähre zur Nordseeinsel Borkum wird beispielsweise, während sie den Versorgungs- oder Entsorgungs-LKW der Deutschen Post DHL an Bord befördert, die Postsignalflagge der Deutschen Bundespost gehisst.

## Funktion
Für abgelegene Inseln ist das Postschiff manchmal die einzige Verbindung mit dem Rest der Welt. So wurde beispielsweise die Insel Tristan da Cunha im Atlantik lediglich einmal im Jahr von einem Postschiff angesteuert. Aktuell werden mehrere deutsche Halligen mittels Postschiff postalisch versorgt. Auch die Seebäderschiffe, die täglich die Nordseeinsel Helgoland ansteuern, kann man als Postschiffe bezeichnen, da entsprechende Beförderungsverträge bestehen. Ebenso wird im Spreewald per Postkahn die Post zugestellt.

## Geschichte
Am 1. April 1891 hatte Deutschland auf Postdampfern in die Vereinigten Staaten schwimmende Postämter eingerichtet, die mitgeführtes Postgut bzw. Schiffspost bearbeiteten. Während des russischen Eisenbahnerstreiks im November 1906 richtete die Kaiserliche Marine mit Torpedobooten einen Postdienst zwischen Memel und Peterhof ein. Ab ca. 1930 führten einige der großen Post- und Passagierdampfer ein Katapultflugzeug mit, welches mit der Post zum Reiseziel vorausgeschickt wurde, sobald die Reichweite dies erlaubte.
Die wohl bekannteste Postschifflinie ist die norwegische Hurtigruten. Auch auf Flüssen wie der Donau und Seen wie dem Bodensee waren Postschiffe unterwegs. Die Postverkehrskarte Österreich von um 1990 wies die Strecke Bahnhaltestelle Hallstatt am Ostufer des Hallstätter Sees nach der Stadt Hallstatt am Westufer als einzige Schiffspostroute (in Blau) aus. Bei ausreichend stark zugefrorenem See wurde der Kurs durch einen Schlitten bedient. Seit vielen Jahren fährt die Post jedoch per Lkw über die mit 2 Tunneln ausgebaute Straße am Westufer. Der von Neuseeland abhängige Staat Tokelau, abgelegen im Südpazifik, wurde ehemals nur 3–4 Mal von einem Postschiff angefahren. Seit 2016 kommt etwa 2-wöchentlich ein Versorgungsschiff, das von Neuseeland finanziert wird.